# Västergarns kyrka

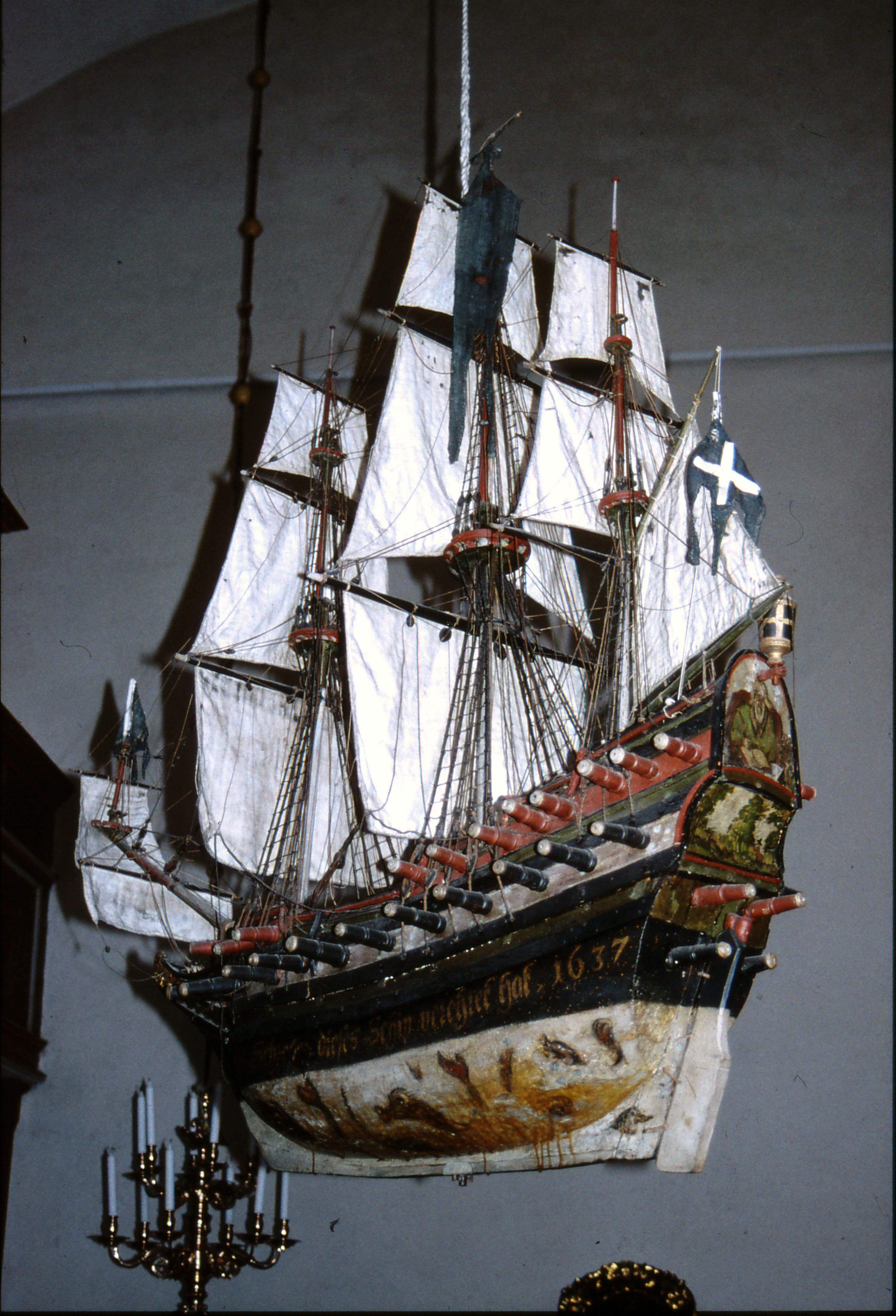
Votivskepp. Marcus Schröders gåva till kyrkan

 Västergarns kyrka är en kyrkobyggnad i Visby stift. Den är församlingskyrka i Sanda, Västergarn och Mästerby församling.

## Kyrkobyggnaden
Västergarns kyrka är Gotlands minsta medeltidskyrka. Egentligen är den början på ett större kyrkobygge som stannat av. Västergarn var under medeltiden en betydande ort. Västergarn hade en jämte Visby en betydande hamn. Storhetstiden för orten lär ha varit under 1200-talet. Storhetsdrömmarna blev om intet när bönderna 1288 led nederlag i inbördeskriget med Visbys borgare. Det tilltänkta kyrkobygget påbörjades vid mitten av 1200-talet. Man hann endast färdigställa koret. I kyrkans västra mur ser man spåren efter en igenmurad portal. Sannolikt triumfbågen till det tilltänkta långhuset. Kyrkan saknar torn, men är försedd med en takryttare i väster. Nordost om kyrkobyggnaden finns ruinerna efter den äldre kyrkan, som uppfördes vid mitten av 1100-talet. Den övergavs dock inte i samband med att den nya kyrkan påbörjades, utan stod kvar och var i bruk fram till 1500-talet.
Läktaren har ett fältindelat bröstvärn med målningar av Kristus och apostlarna, utfört på 1600-talet. Läktaren är förhöjd genom ett gallerverk i trä, enligt räkenskaperna utfört 1682.
Kyrkan renoverades, varvid den då vit- och guldmålade predikstolens 1600-talsmålning skrapades fram och restaurerades. Altarringen som då var vitmålad målades i svart, och bänkarna, som då var målade i ekimitation lutades av.

## Inventarier
- Dopfunt av sandsten är från 1592.
- Altaruppsats av sandsten daterad till 1641. Den har som motiv: ”Abrahams offer”. Som en påminnelse om den dåvarande danska överhögheten är den prydd med Christian IV namnchiffer samt har landshövdingen Holger Børgesen Rosenkrantz och hans maka Viveka Totts vapen. Målningen skall ha utförts av Visbymålaren Lars Mattson Hamel.[1]
- En äldre altauppsats som bestod av en golgatarelief, ett Lübeckarbete från slutet 1400-talet finns bevarad från kyrkan, finns nu i Gotlands fornsal. Själva krucifixbilden saknas En Marie kröning, även den ett arbete från slutet av 1400-talet, även den troligen ett Lübeckarbete, likaledes i Gotlands fornsal. En tronande Jungfru Maria, en vägbild av ek, utförd i början av 1300-talet, har även den överförts till Gotlands Fornsal.[1]
- Predikstol från 1600-talet.
- Votivskepp skänkt 1637 av hamnfogden Marcus Schröder.
- Oljemålning av Abraham de Haag med korsfästelsescen.
- En nattvardskalk i silver, tillverkad i Visby 1845
- Bland belysningen märks en mässingskrona med 6 × 6 pipor, skänkt 1863, en 1600-talsjljusarm med åttkantig väggplåt, ett par ljusplåtar från 1600-talet troligen tillverkade i Holland.[1]

## Orgel
Västegarns kyrka erhöll 1857 en 4-stämmig orgel. Denna är byggd av självlärde mångsysslaren Olof Niclas Lindqvist från Sanda. Orgeln blev inköpt för 600 rdr bko. Orgeln är mekanisk och renoverades 1981 av Finn Krohn's Orgelbyggeri, Fredensborg, Danmark.
| Manual         | Pedal   |
| Principal 8’   | Bihängd |
| Gedackt 8’     |         |
| Octava 4’      |         |
| Dubbelflöjt 4’ |         |
| Octava 2'      |         |

## Ruiner
Nordväst om den nuvarande kyrkan finns rester av en kyrkobyggnad från mitten 1100-talet som var tänkt att ersätta den gamla kyrkan. Det är en romansk absidkyrka som är 28 meter lång och 11 meter bred. Långskeppet är 18 meter långt och absiden är 8 meter bred. Ruinen är övertorvad och undersöktes arkeologiskt 1974, och visade sig vara Gotlands största romanska stenkyrka utanför Visby. Kyrkan övergavs inte i samband med att den nya kyrkan uppfördes, utan fortsatte att brukas fram till 1500-talet 
Nordost om kyrkan ligger även en ruin av ett medeltida försvarstorn, en så kallad kastal. Den är närmast rund, 28 gånger 32 meter stor, och 2,6 meter hög och mestadels övertorvad. Kastalen är sannolikt anlagd på 1100-talet, men det framgår att den här uppförts senare än Västergarnsvallen, som anslutits till den då existerande kastalen.